# Itaí
Itaí este un oraș în São Paulo (SP), Brazilia.